# 里爾美術宮
里爾美術宮 （法語：Palais des Beaux-Arts de Lille）是位於法國城市里爾的一座博物館。這座博物館是法國規模最大的博物館之一，也是法國巴黎以外地區最大的博物館。里爾美術宮是法國最早成立的博物館之一。博物館正式開業於1809年。1990年代時，美術宮進行了翻修，並在1997年重新開放。博物館佔地22,000平方米，展品規模僅次於羅浮宮，位居法國第二，收藏有拉斐爾等眾多頂級藝術家的作品。

## 外部連結

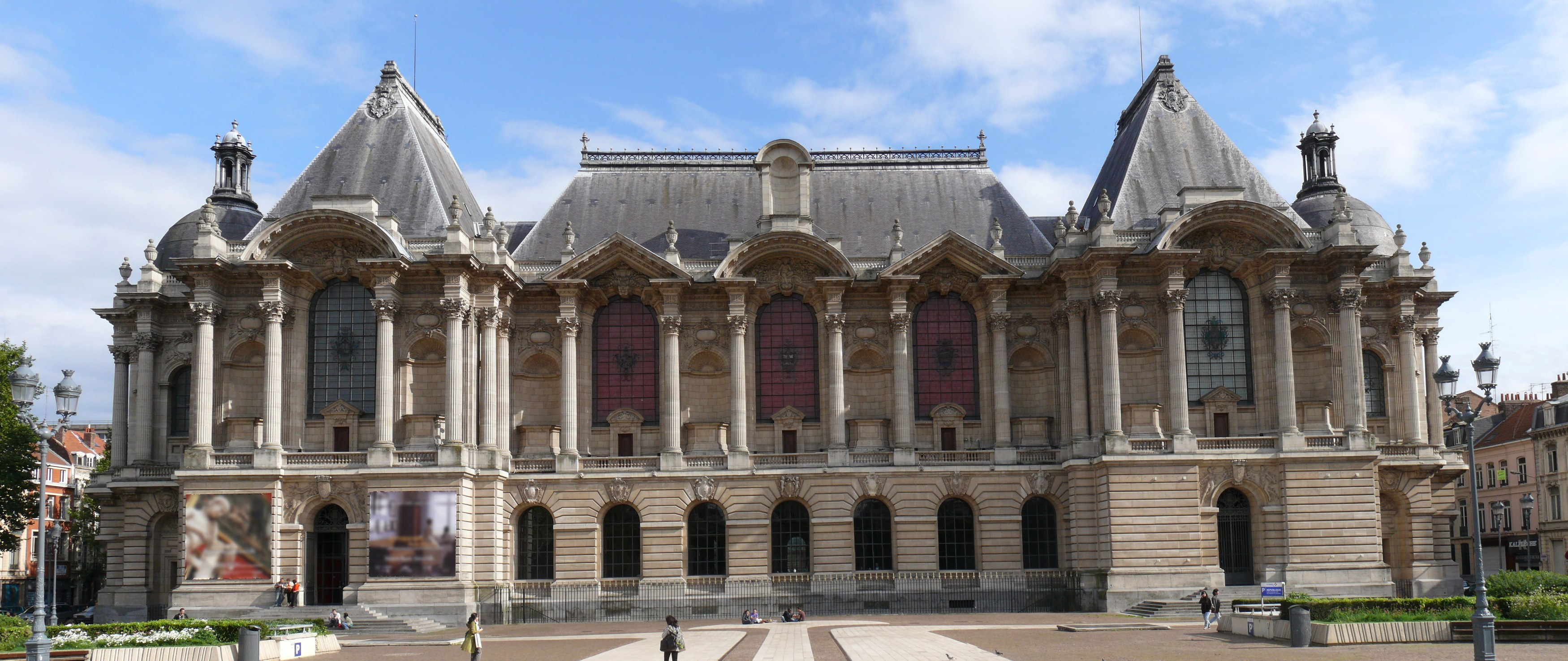
里爾美術宮

- Official site of the Palais des Beaux-Arts de Lille （页面存档备份，存于）
- Mayor of Lille